# OMZ
United Heavy Machinery (OMZ), también conocida como Uralmash-Izhora Group (en ruso: Объединенные машиностроительные заводы) es una empresa multinacional rusa, dedicada principalmente al sector industrial ruso, a través de sus industrias químicas, metalúrgicas, siderúrgicas y de manufacturas. Sus principales productos son componentes para centrales nucleares (VVER), acero y derivados para otras industrias rusas y una amplia gama de productos manufacturados que alimentan la industria petroquímica o los servicios públicos; es además el único fabricante de reactores VVER en Rusia. La empresa fue fundada en 1996.
La sociedad fue de capital abierto, por lo que las acciones de OMZ podían ser compradas y vendidas en los mercados. En 2014, las acciones de la compañía dejaron de cotizar en las bolsas de valores de Moscú y Londres debido a la inconveniencia económica de respaldar el insignificante capital flotante, apenas un 0,33% del total. Su propietario y mayor accionista es el banco Gazprombank, que detenta el 98,6% de las acciones.
ZMO se formó en 1996 con la incorporación de Uralmash al grupo. En 1999 Izhorskiye Zavody se fusionó con ZMO y la compañía resultante pasó a llamarse OMZ (Uralmash-Izhora Group). En 2003, la empresa se fusionó con Pilsen Steel y Skoda JS, acereras filiales de Skoda. En 2008 también se incorporó al grupo la empresa CHETENG Engineering. Desde 2007 y gracias a un acuerdo con  Metalloinvest, OMZ es dueña de un 50% del accionariado de Uralmash. En agosto de 2010, OMZ vendió la planta acerera de Pilsen por 125,6 millones de dólares.